# Upplands runinskrifter 403
Upplands runinskrifter 403 är två vikingatida runstensfragment av granit som påträffades 1926 i Kvarteret Professorn, Sigtuna och Sigtuna kommun. De förvaras på Sigtuna museum. Fragment A är 0,39 gånger 0,59 meter och fragment B 0,39 gånger 0,23 meter. Fragmenten utgör delar av en runsten som i sin helhet borde varit ungefär 1,2 meter högt och 0,65 meter bred.

## Inskriften
Translitterering av runraden:
... ...sti : s--... ...- : eftiʀ : salsa : faþur · ...
Normalisering till runsvenska:
... [ræi]sti s[tæin] ... æftiʀ Salsa, faður ...
Översättning till nusvenska:
... reste stenen ... efter Salse, (sin) fader ...